# .bv
.bv je vrhovna internetska domena (country code top-level domain - ccTLD) za Otok Bouvet. Domenom upravlja UNINETT Norid.

## Vanjske poveznice
- IANA .bv whois informacija  Arhivirana inačica izvorne stranice od 29. listopada 2007. (Wayback Machine)